# Leucophenga schnuseana
Leucophenga schnuseana är en tvåvingeart som beskrevs av Oswald Duda 1927. Leucophenga schnuseana ingår i släktet Leucophenga och familjen daggflugor.
Artens utbredningsområde är Peru. Inga underarter finns listade i Catalogue of Life.